# Ma quỷ dưới bánh xe khổng lồ
Ma quỷ dưới bánh xe khổng lồ là một bộ phim truyền hình hài mang tính thần thoại kiêm kinh dị, kiêm phiêu lưu dành cho thiếu nhi của Cộng hòa Dân chủ Đức làm năm 1978, trình chiếu cuối năm 1978, đầu năm 1979. Phim mở đầu với tính thiếu nhi nhưng về sau đã pha thêm tính phiêu lưu, tâm lý xã hội. Phim đã được phát hành dưới định dạng đĩa DVD ngày 12/10/2009.